# 15. Szaturnusz-gála
A 15. Szaturnusz-gála az 1987-es év legjobb filmes és televíziós sci-fi, horror és fantasy alakításait értékelte. A díjátadót 1988. augusztus 23-án tartották Kaliforniában.

## Győztesek és jelöltek
Forrás:

### Film
| Legjobb sci-fi film | Legjobb fantasyfilm |
| --- | --- |
| - Robotzsaru - Gyilkos az űrből - Vérbeli hajsza - He-Man - A világ ura - Ragadozó - A menekülő ember | - A herceg menyasszonya - Csoda a 8. utcában - Angyal első látásra - Az Óriásláb és Hendersonék - Halálos rémületben - Az eastwicki boszorkányok |
| Legjobb horrorfilm | Legjobb fiatal színész |
| - Az elveszett fiúk - Evil Dead – Gonosz halott 2. - Hellraiser - Alkonytájt - Rémálom az Elm utcában 3. – Álomharcosok - Pumpkinhead – A bosszú démona | - Kirk Cameron – Apja fia (Chris Hammond / Dr. Jack Hammond) - Scott Curtis – Cameron's Closet (Cameron Lansing) - Stephen Dorff – A kapu (Glen) - Andre Gower – A szörnycsapat (Sean Crenshaw) - Corey Haim – Az elveszett fiúk (Sam Emerson) - Joshua John Miller – Alkonytájt (Homer) |
| Legjobb férfi főszereplő | Legjobb női főszereplő |
| - Jack Nicholson – Az eastwicki boszorkányok (Daryl Van Horne) - Lance Henriksen – Pumpkinhead – A bosszú démona (Ed Harley) - Michael Nouri – Gyilkos az űrből (Tom Beck nyomozó) - Terry O’Quinn – A mostohaapa (Jerry Blake) - Arnold Schwarzenegger – Ragadozó (Alan „Dutch” Schaeffer őrnagy) - Peter Weller – Robotzsaru (Alex Murphy / Robotzsaru) | - Jessica Tandy – Csoda a 8. utcában (Faye Riley) - Nancy Allen – Robotzsaru (Anne Lewis) - Melinda Dillon – Az Óriásláb és Hendersonék (Nancy Henderson) - Lorraine Gary – A cápa bosszúja (Ellen Brody) - Susan Sarandon – Az eastwicki boszorkányok (Jane Spofford) - Robin Wright – A herceg menyasszonya (Boglárka)                                                                                              |
| Legjobb férfi mellékszereplő | Legjobb női mellékszereplő |
| - Richard Dawson – A menekülő ember (Damon Killian) - Robert De Niro – Angyalszív (Louis Cyphre) - Robert Englund – Rémálom az Elm utcában 3. – Álomharcosok (Freddy Krueger) - Barnard Hughes – Az elveszett fiúk (Nagyapa) - Bill Paxton – Alkonytájt (Severen) - Duncan Regehr – A szörnycsapat (Drakula gróf)                                         | - Anne Ramsey (posztumusz) – Dobjuk ki anyut a vonatból! (Mrs. "Mama" Lift) - Lisa Bonet – Angyalszív (Epiphany Proudfoot) - Veronica Cartwright – Az eastwicki boszorkányok (Felicia Alden) - Louise Fletcher – Virágok a padláson (Olivia Foxworth) - Jenette Goldstein – Alkonytájt (Diamondback) - Dorothy Lamour – Creepshow 2. - Rémmesék (Martha Spruce)                                                       |
| Legjobb rendező | Legjobb forgatókönyv |
| - Paul Verhoeven – Robotzsaru - Kathryn Bigelow – Alkonytájt - Joe Dante – Vérbeli hajsza - William Dear – Az Óriásláb és Hendersonék - Jack Sholder – Gyilkos az űrből - Stan Winston – Pumpkinhead – A bosszú démona | - Michael Miner, Edward Neumeier – Robotzsaru - Alan Parker – Angyalszív - James Dearden – Végzetes vonzerő - Jim Kouf (Bob Hunt néven) – Gyilkos az űrből - William Goldman – A herceg menyasszonya - Michael Cristofer – Az eastwicki boszorkányok |
| Legjobb filmzene | Legjobb jelmez |
| - Alan Silvestri – Ragadozó - Christopher Young – Hellraiser - Bruce Broughton – A szörnycsapat - John Carpenter – A sötétség fejedelme - J. Peter Robinson – Az élőholtak visszatérnek 2. - John Williams – Az eastwicki boszorkányok | - Phyllis Dalton – A herceg menyasszonya - Susan Becker – Az elveszett fiúk - Julie Weiss – He-Man - A világ ura - Michael W. Hoffman, Aggie Lyon – A szörnycsapat - Erica Edell Phillips – Robotzsaru - Robert Blackman – A menekülő ember |
| Legjobb smink | Legjobb különleges effektek |
| - Rob Bottin, Stephan Dupuis – Robotzsaru - Mark Shostrom – Evil Dead – Gonosz halott 2. - Rick Baker – Az Óriásláb és Hendersonék - Bob Keen – Hellraiser - Greg Cannom, Ve Neill, Steve La Porte – Az elveszett fiúk - Kevin Yagher, Mark Shostrom, R. Christopher Biggs – Rémálom az Elm utcában 3. – Álomharcosok                                     | - Peter Kuran, Phil Tippett, Rob Bottin, Rocco Gioffre – Robotzsaru - Vern Hyde, Doug Beswick, Tom Sullivan – Evil Dead – Gonosz halott 2. - Dennis Muren, Bill George, Harley Jessup, Kenneth Smith – Vérbeli hajsza - Richard Edlund – He-Man - A világ ura - Joel Hynek, Stan Winston, Richard Greenberg, Robert M. Greenberg – Ragadozó - Michael Lantieri (Industrial Light & Magic) – Az eastwicki boszorkányok |

### Különdíj
- The George Pal Memorial Award - Larry Cohen
- Életműdíj - Roger Corman
- The President's Memorial Award - Mike Jittlov, Richard Kaye – The Wizard of Speed and Time
- Silver Scroll - Gary Goddard – He-Man - A világ ura

## Fordítás
- Ez a szócikk részben vagy egészben  a(z)   15th Saturn Awards című angol Wikipédia-szócikk fordításán alapul.  Az eredeti cikk szerkesztőit annak laptörténete sorolja fel. Ez a jelzés csupán a megfogalmazás eredetét és a szerzői jogokat jelzi, nem szolgál a cikkben szereplő információk forrásmegjelöléseként.